# Bart King
John Barton «Bart» King (19 de octubre de 1873-17 de octubre de 1965) fue un jugador de cricket estadounidense, activo a finales del siglo XIX y principios del XX. Era parte del equipo Filadelfia, que jugó desde el final del siglo XIX hasta el estallido de la Primera Guerra Mundial. Este período de críquet en los Estados Unidos fue dominado por los «señores jugadores de cricket» —los hombres de independiente riqueza que no necesitaban trabajar—. King, un aficionado de una familia de clase media, fue capaz de dedicar tiempo al críquet gracias a un trabajo conjunto con sus compañeros de equipo.
Un experto jugador de bolos que demostró su valía como jugador, King estableció numerosos récords en América del Norte durante su carrera y lideró la primera clase promedio de bolos en Inglaterra en 1908. Con éxito compitió contra los mejores jugadores de cricket de Inglaterra y Australia. Él fue el dominante jugador en su equipo de gira por Inglaterra en 1897, 1903 y 1908. Se despedio de los bolos con su entrega única, que él llamó el «pescador», y ayudó a desarrollar el arte de la oscilación de bolos en el deporte. Pelham Warner describió a Bart King como «uno de los mejores jugadores de todos los tiempos», y Donald Bradman lo llamó «el más grande hijo del críquet americano».

## Muerte
Murió en un hogar de ancianos en Filadelfia en 1965, dos días antes de su cumpleaños 92. The Times en el Reino Unido publicó un obituario para él, citando a Plum Warner diciendo: «tendría que haber sido inglés o australiano, habría sido incluso más famoso».